# Norðfjarðarflói
La Norðfjarðarflói, toponyme islandais signifiant littéralement en français « baie du Norðfjörður », est une baie d'Islande baignant les côtes orientales du pays. Elle se trouve aux débouchés du Norðurfjörður, de l'Hellisfjörður et du Víðfjörður.